# 아샨티 (가수)
아샨티 셰쿼이아 더글러스(Ashanti Shequoyia Douglas, 1980년 10월 13일 ~ )는 아샨티(Ashanti)라는 예명으로 활동하고 있는 미국의 R&B 가수 겸 모델, 배우이다. 그녀는 첫 데뷔앨범인 'Ashanti'로 그래미 어워드 우승자가 되었으며, 히트싱글인 'Foolish'로 빌보드차트에서 1위를 거두었다. 이 앨범은 2002년 7월 첫주에만 50만장이 넘는 판매고를 올렸다.
이어 그녀는 팻 조의 'What's Luv'에 참여하며 빌보드 100차트에서 'Foolish'와 함께 2곡을 10위 안에 진입시켰다.이어 그녀는 자 룰에 히트싱글인 'Always On Time'에도 참여, 세곡을 연달아 1위에 석권시킨다. 2007년까지 그녀는 전 세계에서 1500만장을 팔아들였고, 2000년서부터 2009년까지 비욘세, 알리샤 키스와 함께 가장 많은 히트싱글을 지닌 여성보컬로 뽑혔다.
그녀는 백그라운드 보컬도 자주 맡았는데,대표적으로 제니퍼 로페즈의 히트싱글인 'I'm Real(Murder Remix)'와 'Ain't It Fun(Murder Remix)'에 작곡,백그라운드 보컬을 맡았다.이 두곡 역시 빌보드차트에서 1위를 석권한 곡이다. 그녀는 힙합과 알앤비의 공주(Princess Of Hiphop & R&B)로 불리며, 현재까지 8개의 빌보드 어워드,2개의 아메리칸 뮤직 어워드 등 많은 상을 받았다. 그녀는 지금까지 탑40에 15개의 1위곡 및 히트싱글을 보유했다.
그녀는 데뷔전부터 메리 제이 블라이즈등에 여성가수들로부터 영감을 받았고, 4개의 앨범으로 2300만장을 전 세계에서 팔았다. 또한 데프잼에서 기획한 프로젝트 싱글인 'Just Stand Up'에 참여, 콘서트를 하면서 100만달러를 기부했다.
현재 제이 지에 새 레이블인 락 네이션에 자 룰과 함께 픽업됐다.

## 음반 목록
정규 앨범
- Ashanti (2002)
- Chapter II (2003)
- Concrete Rose (2004)
- The Declaration (2008)
- Fifth Studio Album (2011)[1][2][3]